# Воскресенское муниципальное образование (Саратовская область)
Воскресе́нское муниципа́льное образова́ние — сельское поселение в Воскресенском районе Саратовской области России.
Административный центр — село Воскресенское.

## История
Статус и границы сельского поселения установлены Законом Саратовской области от 27 декабря 2004 года № 85-ЗСО «О муниципальных образованиях, входящих в состав Воскресенского муниципального района»

## Население
| 2010  | 2011  | 2012  | 2013  | 2014  | 2015  | 2016  |
| ----- | ----- | ----- | ----- | ----- | ----- | ----- |
| 4818  | ↗4820 | ↘4777 | ↘4723 | ↘4714 | ↘4668 | ↘4647 |
| 2017  | 2018  | 2019  | 2020  | 2021  |       |       |
| ↘4582 | ↗4603 | ↘4537 | ↘4489 | ↘4233 |       |       |

## Состав сельского поселения
| № | Населённый пункт | Тип населённого пункта       | Население |
| - | ---------------- | ---------------------------- | --------- |
| 1 | Березняки        | село                         | ↗505      |
| 2 | Биктимировка     | село                         | ↘172      |
| 3 | Булгаковка       | село                         | ↘312      |
| 4 | Воскресенское    | село, административный центр | ↘3014     |
| 5 | Кадомка          | село                         | ↘118      |
| 6 | Михайловка       | село                         | 22        |
| 7 | Нечаевка         | село                         | ↘70       |
| 8 | Новая Алексеевка | село                         | ↘310      |